# تات تکنولوژیس
تات تکنولوژیس (انگلیسی: TAT Technologies) شرکت فناوری اطلاعات آمریکایی است، که در سال ۱۹۶۹ تأسیس شد.